# Jack Todd
Jack Todd (né en 1946 au Nebraska, États-Unis) est un journaliste canadien et un insoumis américain. Il écrit sa chronique sportive, appelée Monday Moring Quarterback, dans le Montreal Gazette.

## Biographie
Il a reçu une bourse en athlétisme de l'Université du Nebraska. Ses études universitaires lui permettent de contribuer au Detroit Free Press et au Miami Herald.
En 1967, alors que les États-Unis sont en guerre au Viêt Nam, il décide de se joindre à la armée navale américaine. En décembre de 1969, il apprend qu'il est conscrit pour aller au combat. Dès lors, sa vie prend un tournant et il devient un insoumis. Il a vingt-deux ans à son arrivée au Canada.
Bientôt, il collabore au Vancouver Sun de Vancouver. En 1986, il se joint au journal The Gazette à Montréal. Il est un journaliste en affaires civiques jusqu'en 1993.
Todd écrit les articles sportifs sur les Canadiens de Montréal, l'Impact de Montréal et les Expos de Montréal. Son style ironique et son goût pour la controverse lui ont mérité la célébrité auprès des Montréalais.
De 1997 à 2004, il raconte avec amertume la saga du départ des Expos. En 1999, il gagne le prix de l'Association canadienne des journaux pour son œuvre.
En 2001, il publie son autobiographie intitulée The Taste of Metal (Le Goût du métal), livre qui a gagné le prix du Gouverneur général, le prix McAuslan et le prix Mavis-Gallant.

## Citations
- « Cette décision que j'ai prise de venir au Canada est la meilleure décision que j'ai jamais prise et j'en suis très fier. »
- « Si vous voulez faire quelque chose pour empêcher Claude Brochu de nous voler notre équipe de baseball, allez acheter un billet ou des billets. Appelez vos amis et refaites la même chose. »